# Szwadron Kawalerii KOP „Dederkały”
Szwadron Kawalerii KOP „Dederkały” – pododdział kawalerii Korpusu Ochrony Pogranicza.

## Formowanie i zmiany organizacyjne
Na posiedzeniu Politycznego Komitetu Rady Ministrów, w dniach 21-22 sierpnia 1924, zapadła decyzja powołania Korpusu Wojskowej Straży Granicznej. 12 września 1924 Ministerstwo Spraw Wojskowych wydało rozkaz wykonawczy w sprawie utworzenia Korpusu Ochrony Pogranicza, a 17 września instrukcję określającą jego strukturę. Jesienią 1924, w składzie 1 Brygady Ochrony Pogranicza, rozpoczęto formowanie jednostki 3 szwadronu kawalerii KOP. W skład szwadronu wchodzić miały cztery plutony liniowe i drużyna dowódcy szwadronu. Według etatu szwadron liczyć powinien trzech oficerów, 19 podoficerów i 65 ułanów. Na uzbrojeniu posiadał 77 karabinków, 7 pistoletów oraz 82 szable. Z dniem 1 grudnia 1924 został przeniesiony do KOP na stanowisko dowódcy szwadronu rotmistrz 7 Pułku Ułanów Lubelskich Leonard Michalski. Dowództwo rozlokowało się w Dederkałach, w budynku prywatnym .
Szwadron był podstawową jednostką taktyczną kawalerii KOP. Zadaniem szwadronu było prowadzenie działań pościgowych, patrolowanie terenu, w dzień i w nocy, na odległości nie mniejsze niż 30 km, a także utrzymywanie łączności między odwodami kompanijnymi, strażnicami i sąsiednimi oddziałami oraz eskortowanie i organizowanie posterunków pocztowych. Wymienione zadania szwadron realizował zarówno w strefie nadgranicznej, będącej strefą ścisłych działań KOP, jak również w pasie ochronnym sięgającym około 30 km w głąb kraju. Szwadron był też jednostką organizacyjną, wyszkoleniową, macierzystą i pododdziałem gospodarczym .
W lipcu 1929 zreorganizowano kawalerię KOP. Zorganizowano dwie grupy kawalerii. Podział na grupy uwarunkowany był potrzebami szkoleniowymi i zadaniami kawalerii KOP w planie „Wschód”. Szwadron wszedł w skład grupy południowej. Przyjęto też zasadę, że szwadrony przyjmą nazwę miejscowości będącej miejscem ich stacjonowania. Obok nazw geograficznych, do 1931 stosowano również numer szwadronu.
W 1934(?)1932W 1934(?)1932 dokonano kolejnego podziału szwadronów. Tym razem na trzy grupy inspekcyjne. Szwadron wszedł w skład grupy południowej.
Jednostką administracyjną dla szwadronu był batalion KOP „Dederkały”.
W 1938 nastąpiła reorganizacja podporządkowania i struktur kawalerii KOP. Szwadrony zakwalifikowano do odpowiednich typów jednostek w zależności od miejsca stacjonowania. Szwadron zakwalifikowano do grupy II. Organizacja szwadronu kawalerii na dzień 20 listopada 1938 przedstawiała się następująco: dowódca szwadronu, szef szwadronu, drużyna ckm, drużyna gospodarcza, patrol telefoniczny i dwa plutony liniowe po cztery sekcje w tym sekcję rkm . Liczył 2 oficerów, 1 chorążego, 6 podoficerów zawodowych, 4 podoficerów nadterminowych i 72 ułanów. Na uzbrojeniu posiadał 2 ckm, 2 rkm, 73 karabinki, 76 szabel. Posiadał też 83 konie wierzchowe. Szwadron wchodził w skład pułku KOP „Zdołbunów”. Do 17 września stacjonował w pokojowym m.p..

## Żołnierze szwadronu
Dowódcy szwadronu
- rtm. / mjr Leonard Michalski[23] (od 1 grudnia 1924)
- rtm. / mjr Wiktor Stanisław Baranowski (I 1927[24][25][26]  - 31 III 1930 → dowódca szwadronu zapasowego 13 puł.)
- mjr Marian Skrzynecki (31 III 1930 - 3 VIII 1931 → zastępca dowódcy 8 psk)
- rtm. Paweł Radowicki (24 VII 1931[27]  − był w 1937)[26] ?
- rtm. Władysław Wichtowski (14 kwietnia 1934 – był w 1937)[26]
- rtm. Edward Rudnicki z 21 p.uł. (15 kwietnia 1938[26] -1939[22])

Obsada personalna w marcu 1939
Ostatnia „pokojowa” obsada oficerska szwadronu
- dowódca szwadronu – rtm. Rudnicki Edward
- oficer szwadronu – por. Karpiński Marian